# Саљница
Саљница (рус. Сальница) малена је река која протиче јужним делом Кољског полуострва на подручју Мурманске области Русије. Улива се у Кандалакшки залив Белог мора. Протиче преко територије Терског рејона.
Свој ток започиње као отока маленог језера Каменоје на надморској висини од 114 метара. Протиче преко подручја обраслог густим шумама, местимично преко нижег и мочварнијег земљишта. У кориту се налазе бројни брзаци. Најважнија притока је поток Черновски.
Укупна дужина водотока је свега 23 km, док је површина сливног подручја око 121 km².
На њеним обалама нема насељених места.